# Hola Chicuelos
Hola Chicuelos es el tercer álbum de Plastilina Mosh, banda proveniente de Monterrey, México, realizado en el 2003.
Según sus creadores, este álbum está inspirado en el universo temático del movimiento Gay. Su mismo nombre surgió a raíz de la grabación del tema Garret Club - en colaboración con un amigo homosexual de Jonaz llamado Sergio - quien solía llamarlos "Chicuelos" con su peculiar tono afeminado.

## Lista de canciones
1. Cosmic Lelos
2. Peligroso pop
3. Naranjada
4. Decatlón
5. Pekin Jazz
6. Garret Club
7. Magic Fever
8. Houston
9. Grooveman
10. Celeste
11. Aló
12. Te Lo Juro Por Madonna
13. Keepin' Strong
14. Pinche Stereo Band
15. Shake Your Pubis
16. Enzo
17. Oxidados
18. Outro